# Miss Seychelles

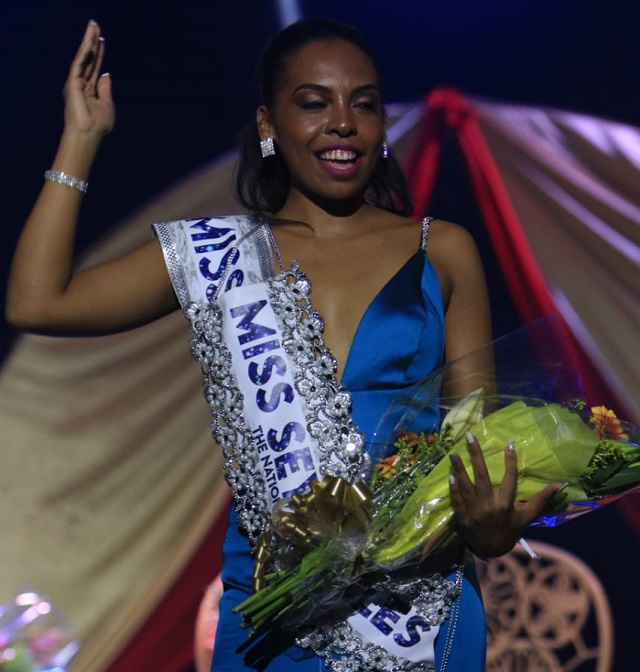
Kelly-Mary Anette, Miss Seychelles 2020.

Miss Seychelles désigne les concours de beauté féminine destinés aux jeunes femmes de nationalité seychellienne.

## Lauréates
| Année | Miss Seychelles              | Ville    | Notes    |
| ----- | ---------------------------- | -------- | -------- |
| 1969  | Sylvia Labonte               | Victoria |          |
| 1970  | Nicole Barallon              | Victoria |          |
| 1971  | Nadia Morel du Boil          | Victoria |          |
| 1972  | Jane Edna Straevens          | Victoria |          |
| 1973  | June Gouthier                | Victoria |          |
| 1975  | Amelie Lydia Michel          | Victoria |          |
| 1992  | Myrna Chantal Hoareau        | La Digue |          |
| 1994  | Marquise David               | Victoria |          |
| 1995  | Shirley Low-Meng             | Victoria |          |
| 1996  | Christina Pillay             | Victoria |          |
| 1997  | Michelle Lane                | Victoria |          |
| 1998  | Alvina Antoinette Grandcourt | Victoria |          |
| 1999  | Anna-Mary Jorre de St. Jorre | Victoria |          |
| 2008  | Elena Angione                | Mahé     |          |
| 2012  | Sherlyn Ferneau              | Victoria |          |
| 2013  | Agnes Gerry                  | Victoria |          |
| 2014  | Camila Estico                | Victoria |          |
| 2015  | Linne Freminot               | Mahé     |          |
| 2016  | Christine Barbier            | Mahé     |          |
| 2017  | Hilary Joubert               | Victoria |          |
| 2021  | Kelly-Mary Annette           | Mahé     |          |
| 2022  | À suivre                     | À suivre | À suivre |